# Provinz Parinacochas
Die Provinz Parinacochas gehört zur Verwaltungsregion Ayacucho in Südwest-Peru. Sie besitzt eine Fläche von 5968 km². Bei der Volkszählung 2017 wurden in der Provinz 27.659 Einwohner gezählt. Im Jahr 2007 betrug die Einwohnerzahl 30.007, 1993 lag sie bei 22.769. Verwaltungssitz ist Coracora.

## Geographische Lage
Die Provinz Parinacochas liegt im Südwesten der Region Ayacucho. Die Provinz liegt im Einzugsgebiet des Pazifischen Ozeans. Sie erstreckt sich über die peruanische Westkordillere. Der westliche Teil der Provinz wird vom Río Acarí entwässert. Im Süden wird ein Bereich vom Río Chala entwässert. Der Nordosten der Provinz wird über den Río Marán, rechter Quellfluss des Río Ocoña, entwässert. Im Süden der Provinz liegt der abflusslose See Laguna Parinacochas am Fuße des Vulkans Sarasara.
Die Provinz Parinacochas grenzt im Nordwesten an die Nachbarprovinz Lucanas, im Nordosten an die Region Apurímac, im Südosten an die Provinz Páucar del Sara Sara sowie im Süden an die Region Arequipa.

## Verwaltungsgliederung
Die Provinz Parinacochas besteht aus 8 Distrikten. Der Distrikt Coracora ist Sitz der Provinzverwaltung.
| Distrikt                   | Verwaltungssitz            |
| -------------------------- | -------------------------- |
| Chumpi                     | Chumpi                     |
| Coracora                   | Coracora                   |
| Coronel Castañeda          | Aniso                      |
| Pacapausa                  | Pacapausa                  |
| Pullo                      | Pullo                      |
| Puyusca                    | Incuyo                     |
| San Francisco de Ravacayco | San Francisco de Ravacayco |
| Upahuacho                  | Upahuacho                  |